# 拉若多尼耶尔
拉若多尼耶尔（法語：La Jaudonnière，法語發音：[la ʒodɔnjɛʁ]）是法国卢瓦尔河地区大区旺代省的一个市镇，属于丰特奈勒孔特区。

## 地理
拉若多尼耶尔（46°38'36"N, 0°57'48"W）面积8.27 平方千米，位于法国卢瓦尔河地区大区旺代省，该省份为法国西部沿海省份，北起大西洋卢瓦尔省和曼恩-卢瓦尔省，西临大西洋，南至滨海夏朗德省，东部及东南部与德塞夫勒省接壤。
与拉若多尼耶尔接壤的市镇（或旧市镇、城区）包括：巴佐日昂帕雷、拉卡耶尔-圣伊莱尔、尚托奈、圣瑞尔-尚日隆。

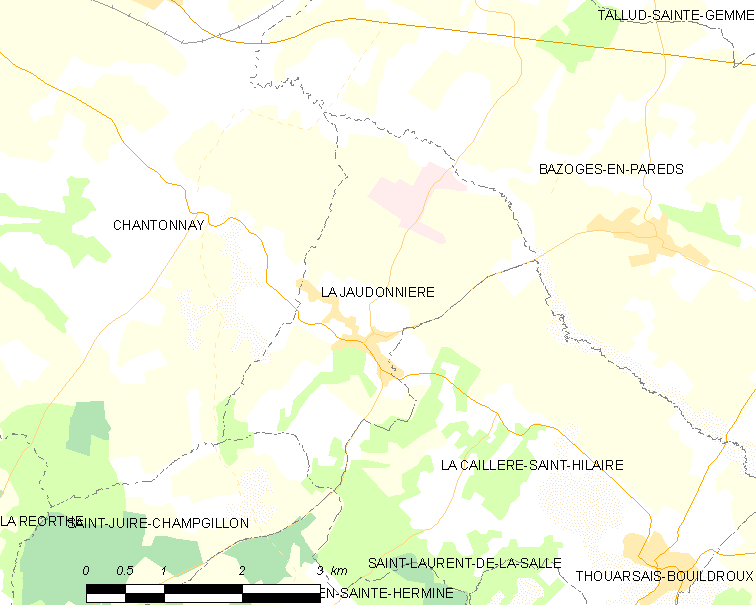
拉若多尼耶尔的OSM定位图

拉若多尼耶尔的时区为UTC+01:00、UTC+02:00（夏令时）。

## 行政
拉若多尼耶尔的邮政编码为85110，INSEE市镇编码为85115。

## 政治
拉若多尼耶尔所属的省级选区为拉沙泰涅赖县。

## 人口

1962-2008年间拉若多尼耶尔人口变化图示

拉若多尼耶尔于2022年1月1日时的人口数量为647人。